# Kirche Hl. Sava (Berlin)

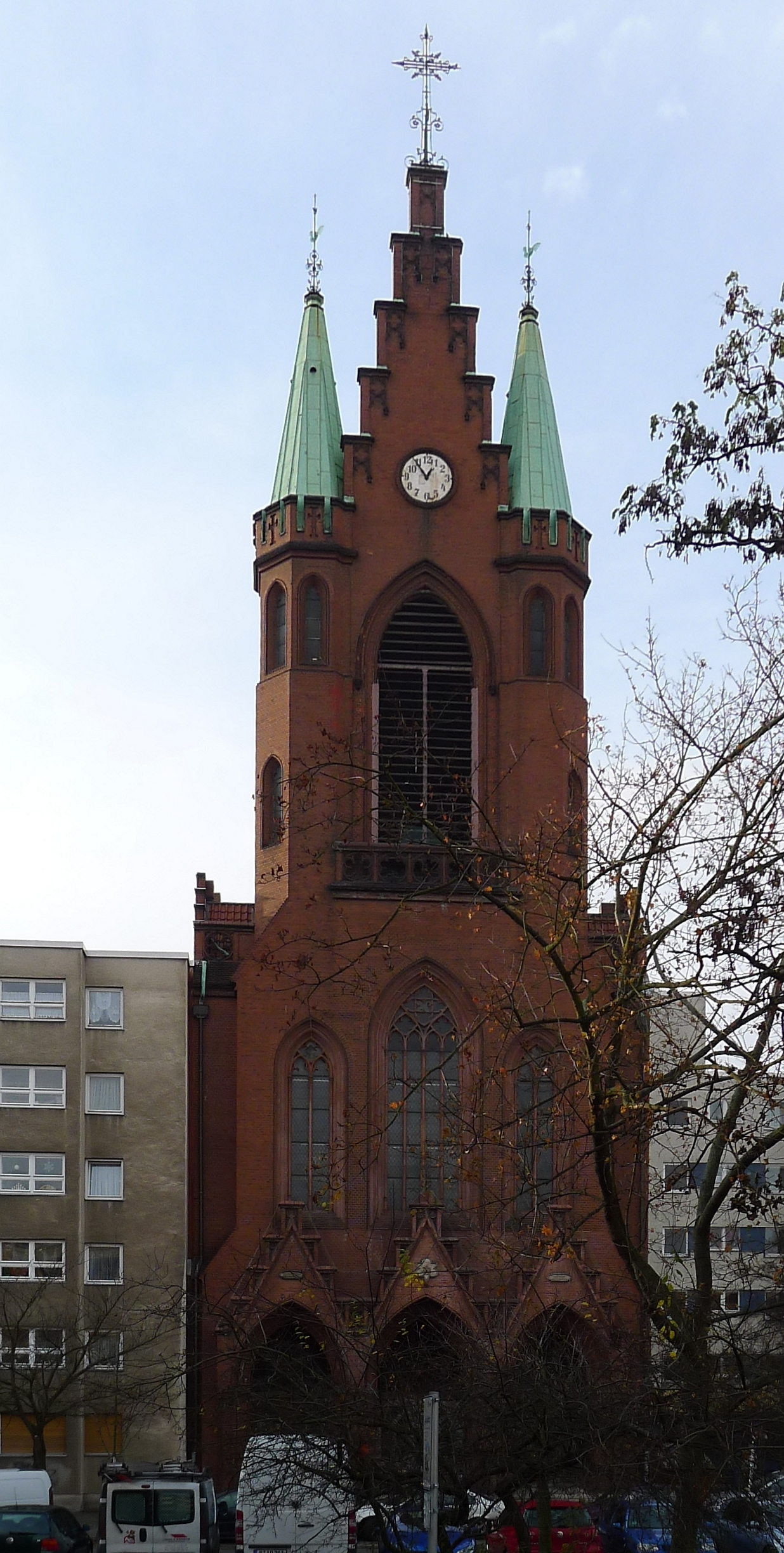
Friedenskirche

Die Kirche Hl. Sava (serbisch: Црква светог Саве Српског / Crkva svetog Save Srpskog) ist eine serbisch-orthodoxe Kirche, die 1888–1891 nach einem Entwurf von August Orth als evangelische Friedenskirche erbaut wurde. Sie steht im Berliner Ortsteil Gesundbrunnen des Bezirks Mitte, Ruppiner Straße 28. Die am 19. Januar 1891 geweihte Saalkirche auf rechteckigem Grundriss im Baustil der Neugotik steht unter Denkmalschutz.
Sie ist die Pfarrkirche der Pfarreien Berlin I und II im Dekanat Nord- und Ostdeutschland der Eparchie von Düsseldorf und ganz Deutschland der Serbisch-orthodoxen Kirche.

## Geschichte
Die Idee zum Bau der Friedenskirche zur besseren kirchlichen Versorgung der Bewohner im dicht besiedelten Gebiet um den Vinetaplatz entstand durch das Engagement der christliche Arbeiterbewegung. Die von Adolf Stoecker geleitete Berliner Stadtmission und ein 1885 gegründeter Kapellenverein trugen das Geld für den Kirchenbau zusammen. Nach der Einweihung der Kirche wurde die Friedensgemeinde von St. Bartholomäus ausgegründet. Im Zweiten Weltkrieg wurde die Kirche gering beschädigt, bis 1953 war sie wiederhergestellt. In den 1980er Jahren versammelte sich die Friedensgemeinde zunehmend in den Räumen der Himmelfahrtkirche, so stand die Friedenskirche leer. Ein Abriss kam wegen des Denkmalschutzes nicht in Frage. Nach den Empfehlungen der Evangelischen Kirche in Deutschland soll ein Kirchengebäude nur ausnahmsweise abgegeben werden.
Als Jugoslawien seine Grenzen öffnete, kamen auch viele Serben nach Berlin, die 1970 die Serbisch-Orthodoxe Gemeinde zum heiligen Sava gegründeten. Die Gemeinde hatte kein eigenes Gotteshaus, doch konnte sie ihre Gottesdienste in den Kirchen der Evangelischen Kirche in Berlin-Brandenburg (EKiBB) (bis 2003 Vorgängerin der EKBO) zelebrieren. Ende 1990 wurde die Friedenskirche an die Berliner Gemeinde der Serbisch-Orthodoxen Kirche in Deutschland verkauft. Altar und Kanzel wurden entfernt, da sie für den orthodoxen Ritus nicht gebräuchlich sind. Nach dem Umbau und der Neuausstattung der Kirche mit einer Ikonostase mit Ikonen erfolgte am 11. November 2001 ihre erneute, diesmal orthodoxe Einweihung.

## Baubeschreibung

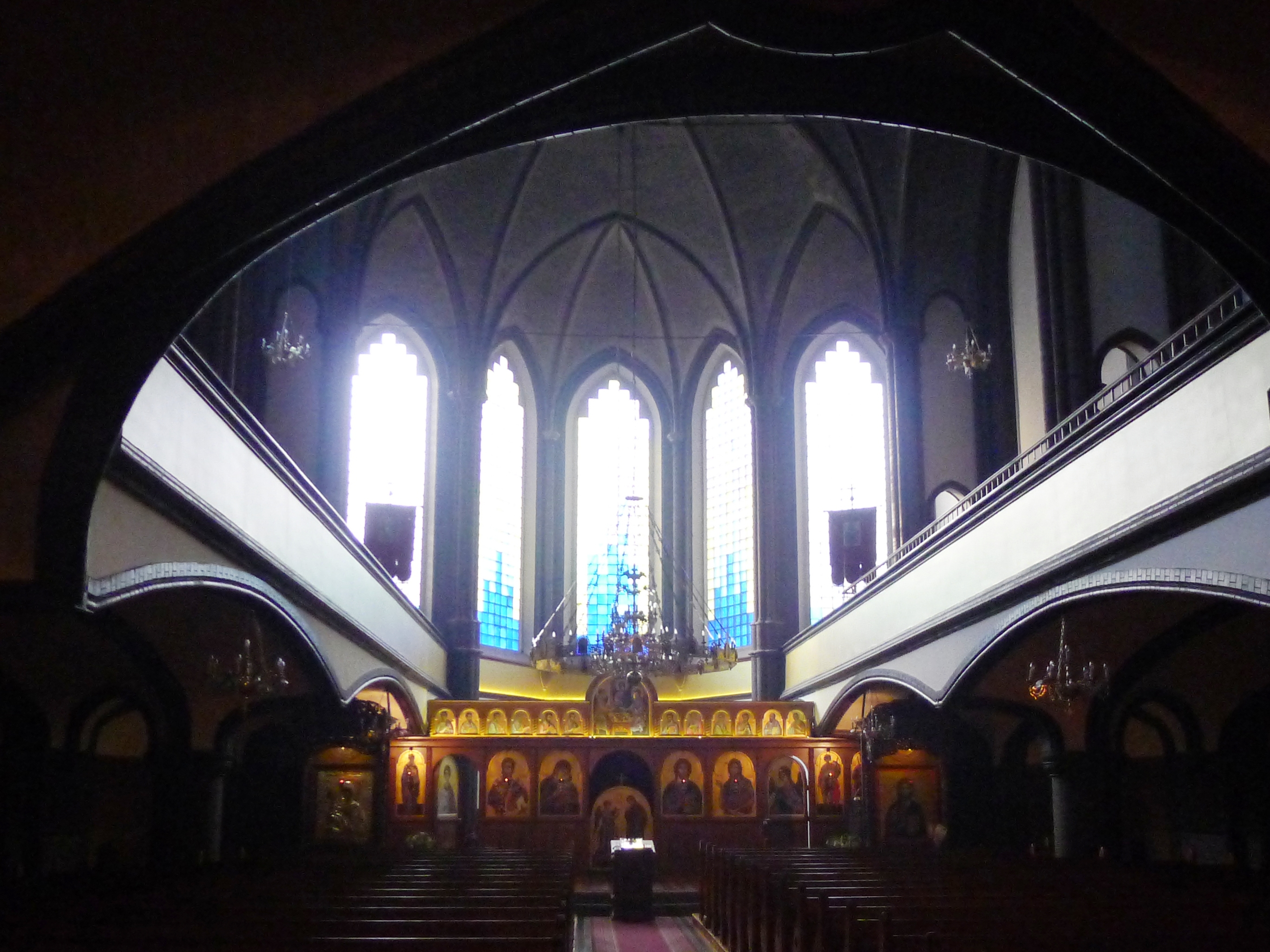
Blick auf die Ikonostase der Kirche

Der Mauerwerksbau aus rotem Backstein war ursprünglich in die geschlossene Bebauung eingebunden, durch den veränderten Stadtraum infolge der Stadtsanierung und Stadterneuerung in den frühen 1970er Jahren steht er nunmehr freier. Die Grundstücksbreite beträgt nur 15 Meter. Ein kleiner Vorplatz wurde dadurch gewonnen, dass man die Fassade der Kirche um sieben Meter von der ursprünglichen Fluchtlinie zurücksetzte. Die schmale 50 Meter hohe, weit über die Traufhöhe herausgehobene Fassade ist vertikal betont. Sie enthält drei mit abgetreppten Wimpergen bekrönte spitzbogige Portale, in der Ebene darüber drei schlanke Spitzbogenfenster und im oberen Bereich, etwas zurückgesetzt hinter einem Balkon, einen steilen Staffelgiebel mit einer großen spitzbogigen Schallöffnung zur Glockenstube. Zwei polygonale Türmchen mit Zinnen und spitzem Helm flankieren den Giebel. Um möglichst viel Sitzplätze zu schaffen, laufen bis zum Altarraum weit ausladende Emporen um, die sich auf einem freitragenden Tragwerk aus Stahl befinden, das unter Backstein verborgen ist.
Das Innere erhielt ursprünglich Tageslicht nur durch die drei Fenster im polygonal abgeschlossenen Chor und drei kreisrunde Oberlichte in den Jochen des Kreuzrippengewölbes, die sich unter dem Flachdach des Kirchenschiffs befinden. Infolge der Stadtsanierung in den frühen 1970er Jahren wurden die benachbarten Mietskasernen abgerissen und durch neue Häuserblöcke ohne Seitenflügel ersetzt. Dadurch konnten an der Südseite drei Rundfenster eingefügt werden.
Der aus Eichenholz geschnitzte Altar, die Figuren des Gekreuzigten mit Maria und Johannes vor einem goldenen Hintergrund auf dem Retabel und die ebenfalls aus Eichenholz bestehende Kanzel wurden von Holzbildhauer Gustav Kuntzsch in Wernigerode geschaffen.

## Glocken
In der Glockenstube mit einem quadratischen Grundriss von vier mal vier Metern hängen drei Gussstahlglocken, die 1890 vom Bochumer Verein gegossen wurden. Ihre Herstellung samt Zubehör (Klöppel, Achsen, Lager und Läutehebel) kostete 2658 Mark.
Auf der Schulter jeder Glocke findet sich die Prägung: GEG. IN DER FABRIK DES BOCHUMER VEREINS FÜR BERGBAU UND GUSS-STAHLFABRIKATION IN BOCHUM, WESTFALEN, 1890.
| Schlagton | Gewicht | Durchmesser | Höhe    | Inschrift auf der Flanke   |
| --------- | ------- | ----------- | ------- | -------------------------- |
| f'        | 990 kg  | 1335 mm     | 1185 mm | EHRE SEI GOTT IN DER HÖHE. |
| as'       | 582 kg  | 1125 mm     | 1005 mm | WACHET!                    |
| c"        | 302 kg  | 0890 mm     | 0850 mm | BETET!                     |